# Pseudochaeta marginalis
Pseudochaeta marginalis är en tvåvingeart som beskrevs av Henry J. Reinhard 1946. Pseudochaeta marginalis ingår i släktet Pseudochaeta och familjen parasitflugor.
Artens utbredningsområde är Texas. Inga underarter finns listade i Catalogue of Life.